# Cinta d'instrucció de les Forces Aèries
La cinta d'instrucció de les Forces Aèries (anglès: Air Force training ribbon) és la distinció més baixa de les Forces Aèries dels Estats Units; només se situa per sobre de les condecoracions estrangeres.
Va ser autoritzada pel Cap de l'Estat Major de l'Aire el 12 d'octubre de 1980. És atorgada a tots els membres en servei a la USAF en completar la instrucció inicial d'accés després del 14 d'agost de 1974. Al desembre de 1986 el criteri s'amplià i se n'autoritzà la concessió a tots aquells que estiguessin en servei actiu al desembre de 1986, sense tenir en compte si havien completat la instrucció inicial.
No és atorgada per completar la fomració tècnica, els cursos de promoció professional ni altres. En completar períodes d'instrucció posteriors (la instrucció militar bàsics, BMT, de cara a promoció; la formació per a l'Escola de Candidats a Oficial, OCS, etc.), s'atorga una distinció nova assenyalada per l'afegitó d'una fulla de roure a la cinta.
La Marina dels Estats Units i els Guardacostes no tenen cap distinció equivalent. La cinta està prohibida sobre tots els uniformes de servei naval; i els Marines tampoc no tenen cap equivalent, però reben la seva insígnia (l'àliga amb globus i àncora) en finalitzar la instrucció bàsica. L'Exèrcit té la cinta de servei en l'Exèrcit.
Va ser dissenyada per l'Institut d'Heràldica.
Està formada per una franja central vermella, flanquejada per una de blava, una de groga i una de blau marí.